# Tropicophyllum clausum
Tropicophyllum clausum är en insektsart som först beskrevs av Grant Jr., H.J. 1958.  Tropicophyllum clausum ingår i släktet Tropicophyllum och familjen vårtbitare. Inga underarter finns listade i Catalogue of Life.